# Nathan Stephenson
Nathaniel Stephenson (ur. 27 lipca 1986 w Toronto) – kanadyjski aktor, znany jako Robbie McGrath z serialu dla młodzieży Radiostacja Roscoe. Uczestniczył w programie Arts York Drama w Unionville High School. Podjął pracę w rodzinnej restauracji Jack Astor’s, która znajduje się w Newmarket w Ontario. Występował w produkcjach teatrów muzycznych, takich jak Juda w Józef i cudowny płaszcz snów w technikolorze.

## Filmografia

### Filmy fabularne
- 2004: Childstar jako Chad
- 2005: Seks z internetu (Cyber Seduction: His Secret Life, TV) jako chłopak w szatnia
- 2007: Magiczny duet 2 (Twitches Too) jako Marcus WarBurton
- 2009: Podniebny pościg (Skyrunners) jako Darryl Butler
- 2011: Moja niania jest wampirem jako Gord

### Seriale TV
- 2001: System Crash jako James Alexander
- 2003–2005: Radiostacja Roscoe (Radio Free Roscoe) jako Robbie McGrath / Pytalski
- 2006: Mroczna przepowiednia (Dark Oracle) jako Emmett
- 2006: Naturalnie, Sadie (Naturally, Sadie) jako Jamie
- 2007: Akta Dresdena (The Dresden Files) jako Dante Aureus
- 2007: Degrassi: Nowe pokolenie (Degrassi: The Next Generation) jako Griffin
- 2010: Aaron Stone jako Trevor
- 2011: Nikita jako technik dywizji
- 2013: Magazyn 13 (Warehouse 13) jako absolwent